# آدکو

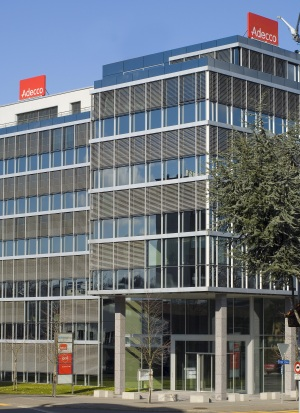
ساختمان مرکزی شرکت آدکو در شهر اوپفیکون، سوئیس

 آدکو (به آلمانی: Adecco) شرکت سوئیسی و چندملیتی مشاوره منابع انسانی است، که دفتر مرکزی آن در شهر اوپفیکون، سوئیس قرار دارد. این شرکت در سال ۱۹۹۶ از طریق ادغام شرکت سوئیسی؛ آدیا اینتریم و شرکت فرانسوی؛ اکو تأسیس شد.
گروه آدکو به‌عنوان بزرگترین بنگاه کاریابی در جهان محسوب می‌شود. تعداد کارکنان آن بیش از ۳۳ هزار نفر می‌باشد و دارای شبکه‌ای با بیش از ۵٫۵۰۰ شعبه ارائه خدمات در ۶۰ کشور جهان است.
شرکت آدکو با ۷۰۰ هزار شرکت و مؤسسه در صنایع گوناگون در ارتباط است و منابع انسانی و نیروی کار آنها را فراهم می‌کند. از سوی دیگر طیف گسترده‌ای از خدمات را به بیش از ۱۰۰ هزار مشتری در روز ارائه می‌دهد.
آدکو در سال ۲۰۱۱ در فهرست فورچون جهانی ۵۰۰ در رتبه ۳۹۱ از بزرگترین شرکت‌های جهان قرار داشت. بخشی از سهام این شرکت در بازارهای بورس یورونکست و بورس سیکس سوئیس معامله می‌شود. شرکت آدکو مؤسس و حامی اصلی لیگ دسته اول فوتبال نروژ یا ادیکولیگائن است.